# Charles Nauroy
Pour les articles homonymes, voir Nauroy (homonymie).
Charles Nauroy, né le 6 décembre 1846 à Metz et mort le 26 janvier 1919 à Paris, est un journaliste et historien français spécialisé dans l'histoire des Bourbons.

## Biographie
Charles Célestin Nauroy a été candidat à l'Académie française en 1886. Une rue de Metz porte son nom

## Publications
- Les Secrets des Bourbons, 1882
- Les Derniers Bourbons, 1883